# العلاقات الأسترالية اليمنية
العلاقات الأسترالية اليمنية هي العلاقات الثنائية التي تجمع بين أستراليا واليمن.

## مقارنة بين البلدين
هذه مقارنة عامة ومرجعية للدولتين:
| وجه المقارنة                                              | أستراليا                                   | اليمن                   |
| --------------------------------------------------------- | ------------------------------------------ | ----------------------- |
| المساحة (كم2)                                             | 7.69 مليون                                 | 555.00 ألف              |
| عدد السكان (نسمة)                                         | 24.51 مليون                                | 28.25 مليون             |
| الكثافة السكانية (ن./كم²)                                 | 3.19                                       | 50.9                    |
| العاصمة                                                   | كانبرا، ملبورن                             | صنعاء عدن (عاصمة مؤقتة) |
| اللغة الرسمية                                             | لغة إنجليزية                               | اللغة العربية           |
| العملة                                                    | دولار أسترالي، جنيه إسترليني، جنيه أسترالي | ريال يمني               |
| الناتج المحلي الإجمالي (بليون دولار)                      | 1.32 تريليون                               | 18.21 مليار             |
| الناتج المحلي الإجمالي (تعادل القوة الشرائية) بليون دولار | 1.10 تريليون                               | 75.69 مليار             |
| الناتج المحلي الإجمالي الاسمي للفرد دولار أمريكي          | 56.31 ألف                                  | 1.41 ألف                |
| الناتج المحلي الإجمالي للفرد دولار أمريكي                 | 45.92 ألف                                  |                         |
| مؤشر التنمية البشرية                                      | 0.939                                      | 0.498                   |
| رمز المكالمات الدولي                                      | +61                                        | +967                    |
| رمز الإنترنت                                              | .au                                        | .ye                     |
| المنطقة الزمنية                                           |                                            | ت ع م+03:00             |

## منظمات دولية مشتركة
يشترك البلدان في عضوية مجموعة من المنظمات الدولية، منها:
| علم المنظمة | اسم المنظمة                               | تاريخ انضمام أستراليا | تاريخ انضمام اليمن |
| ----------- | ----------------------------------------- | --------------------- | ------------------ |
|             | مؤسسة التنمية الدولية                     | 24 سبتمبر 1960        | 22 مايو 1970       |
|             | الأمم المتحدة                             | 1 نوفمبر 1945         | 30 سبتمبر 1947     |
|             | منظمة الشرطة الجنائية الدولية             | ?                     | ?                  |
|             | المركز الدولي لتسوية المنازعات الاستشارية | 1 يونيو 1991          | 20 نوفمبر 2004     |
|             | الاتحاد الدولي للاتصالات                  | 27 مايو 1878          | 1931               |
|             | البنك الدولي للإنشاء والتعمير             | 5 أغسطس 1947          | 3 أكتوبر 1969      |
|             | الاتحاد البريدي العالمي                   | ?                     | ?                  |
|             | منظمة حظر الأسلحة الكيميائية              | ?                     | ?                  |
|             | مؤسسة التمويل الدولية                     | 20 يوليو 1956         | 22 مايو 1970       |
|             | وكالة ضمان الاستثمار متعدد الأطراف        | 10 فبراير 1999        | 12 مارس 1996       |
|             | يونسكو                                    | 4 نوفمبر 1946         | 2 أبريل 1962       |

## وصلات خارجية
- موقع وزارة الخارجية الأسترالية